# Jerónimo Portela
Jerónimo Portela Morais, (nascido em 2 de novembro de 2000) é um jogador português de râguebi. Joga como medio de abertura no GD Direito, bem como na franquia Lusitanos XV, equipa que joga no Rugby Europe Super Cup.

## Vida pessoal
É filho de Miguel Portela, ex-jogador português de râguebi que disputou o Mundial de Rugby de 2007.  Portela iniciou a sua carreira desportiva no futebol aos 6 anos mas, após o Mundial de 2007, decidiu praticar rugby. O rugby é uma tradição familiar, já que tanto o seu pai, como os seus tios praticam o desporto.
Paralelamente, está a estudar para tornar-se engenheiro.